# Enrico Lombardi
Enrico Lombardi (Meldola, 17 gennaio 1958) è un pittore italiano.

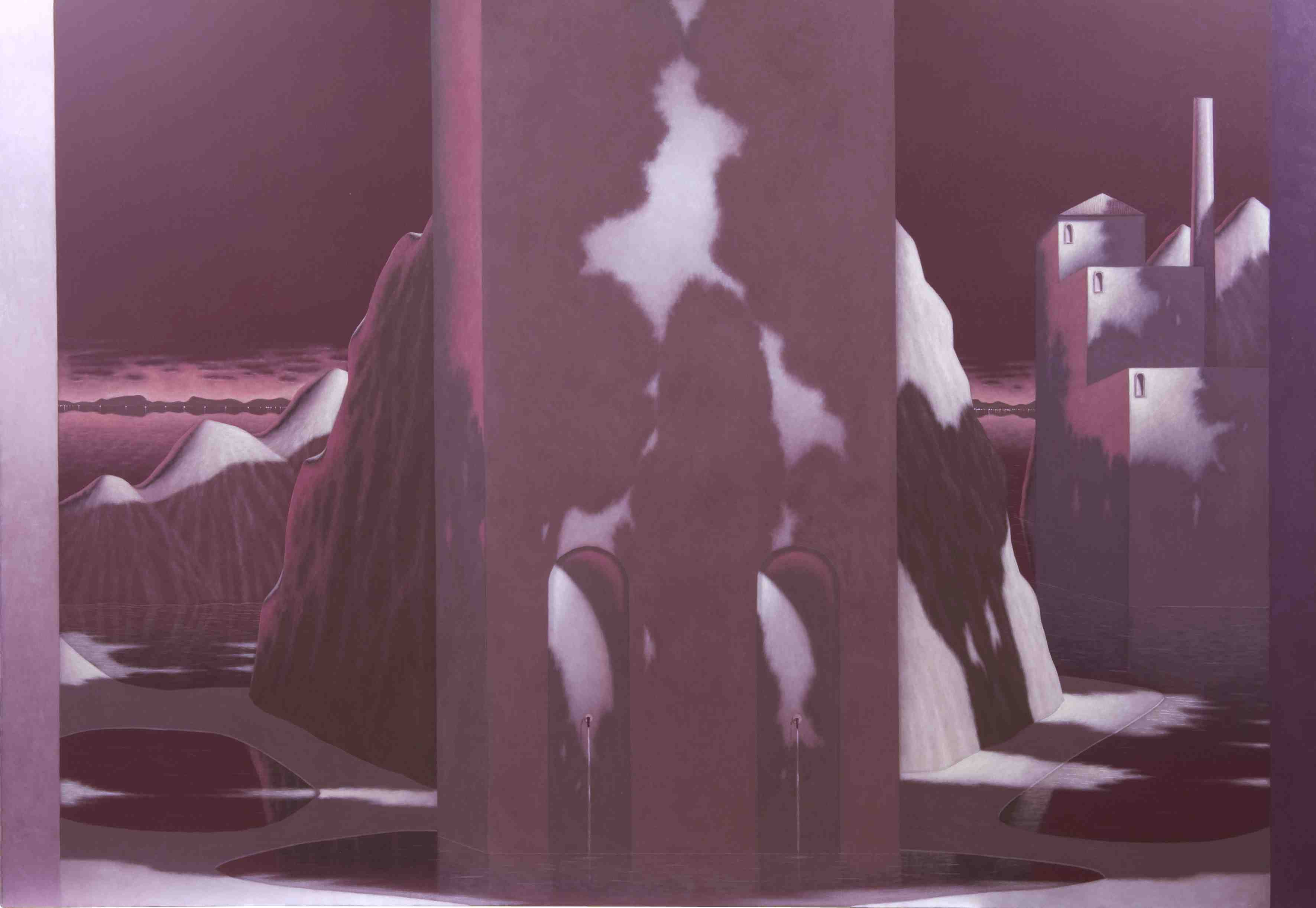
Fine dello sguardo inizio del mondo, dipinto di Enrico Lombardi

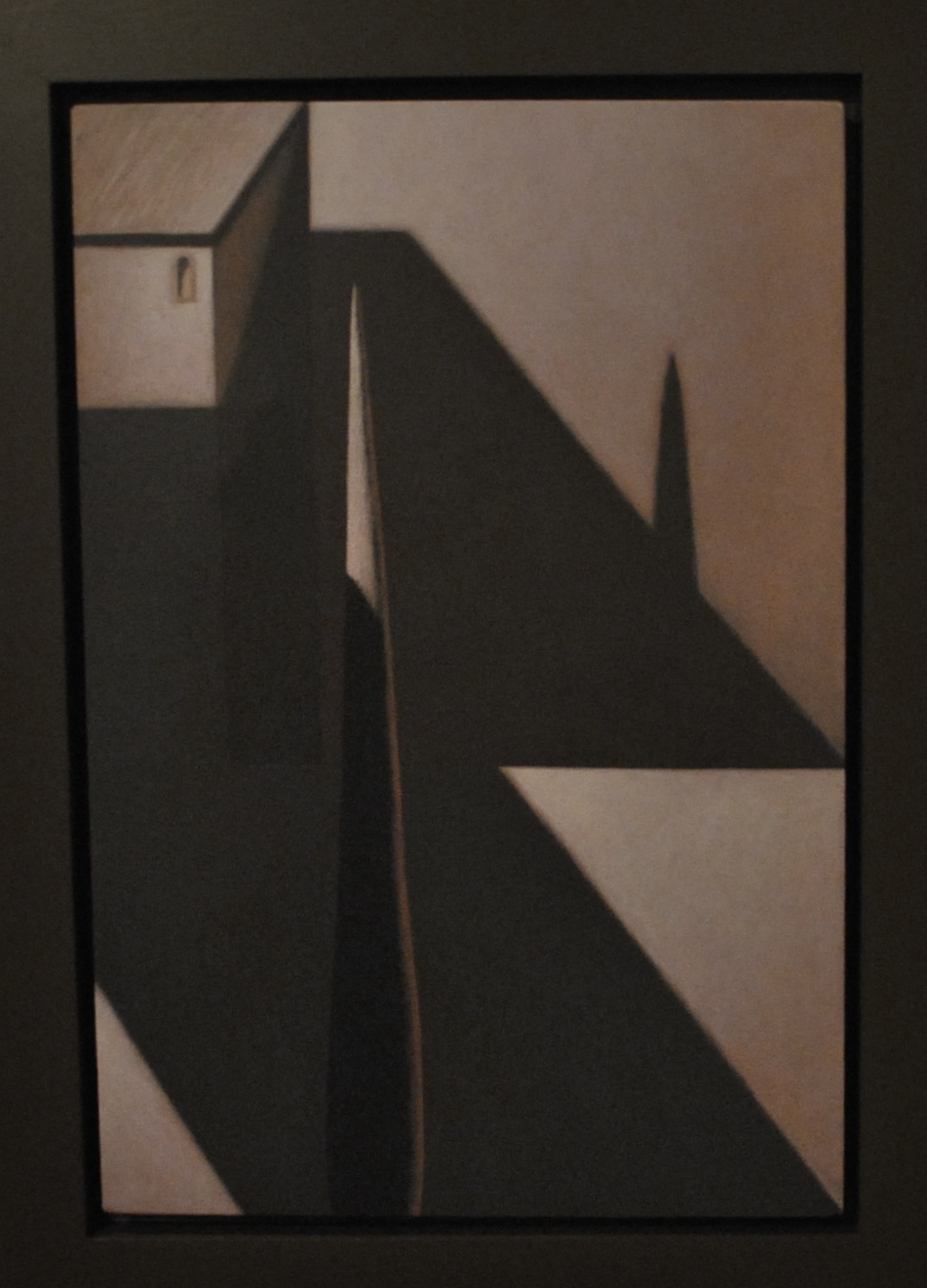
Enrico Lombardi, Esercizi Spirituali 13

La sua pittura evidenzia una riflessione teorica sullo statuto dell'immagine riportato sui "quaderni" da lui scritti, editi su pubblicazioni del settore, e su saggi dedicati ad artisti contemporanei.
Dopo essersi espresso attraverso l'astrazione geometrica e la pittura informale, da fine anni ottanta cerca di raggiungere una sintesi dell'arte moderna e contemporanea, tramite immagini di tradizione specifica italiana - secoli Trecento e Quattrocento - in cui tradizione e innovazione, astrazione, concettuale e figura ricercano una forma di sintesi quasi paradossale.
I suoi paesaggi sono di materia sospesa, case disabitate, silenziose e sproporzionate, ricche di ombre inquietanti che creano una sorta di paradosso visivo perturbante.

## Biografia
Diplomato in pittura all'Accademia di Belle Arti di Bologna nel 1984. 
Entra nel 2004 su invito del critico Alessandro Riva nel gruppo “Italian Factory” per la nuova figurazione italiana: partecipa così a “The new italian art scene” al Museo di Taipei (2007),  la “Nuova figurazione...to be continued” alla Fondazione Borroni (2008), “Rumors” all'Arsenale di Torino (2008).
Nel 2009 su invito di Marco Goldin partecipa alla rassegna “Pittura d'Italia", sulla nuova pittura italiana che si tiene a Rimini al margine dell'esposizione dei capolavori del Museo di Boston.
Nel 2011 partecipa alla 54. Esposizione d'Arte Internazionale della Biennale di Venezia curata da Vittorio Sgarbi, nominato dal filosofo Carlo Sini, alle Corderie dell'Arsenale di Venezia
Sue opere fanno parte di collezioni permanenti in vari musei quali il Mar di Ravenna, il museo di Conegliano, la Pinacoteca San Domenico di Forlì, il Museo Davis di Barcellona e la Blackheath Gallery di Londra